# Ome
Ome es una localidad italiana de la provincia de Brescia, región de Lombarda, en el corazón de la comarca de la Franciacorta, con 3.220 habitantes.
El municipio, de aproximadamente 9 km² de superficie, limita con los de Brione, Gussago, Monticelli Brusati, Polaveno y Rodengo-Saiano.

## Lugares de interés
Entre los sitios de interés de esta localidad destacan el santuario de la Virgen dell'Avello y la iglesia de San Michele.

## Evolución demográfica
| Gráfica de evolución demográfica de Ome entre 1861 y 2001 |
|                                                           |
| Fuente ISTAT - elaboración gráfica de Wikipedia           |